# TNAW

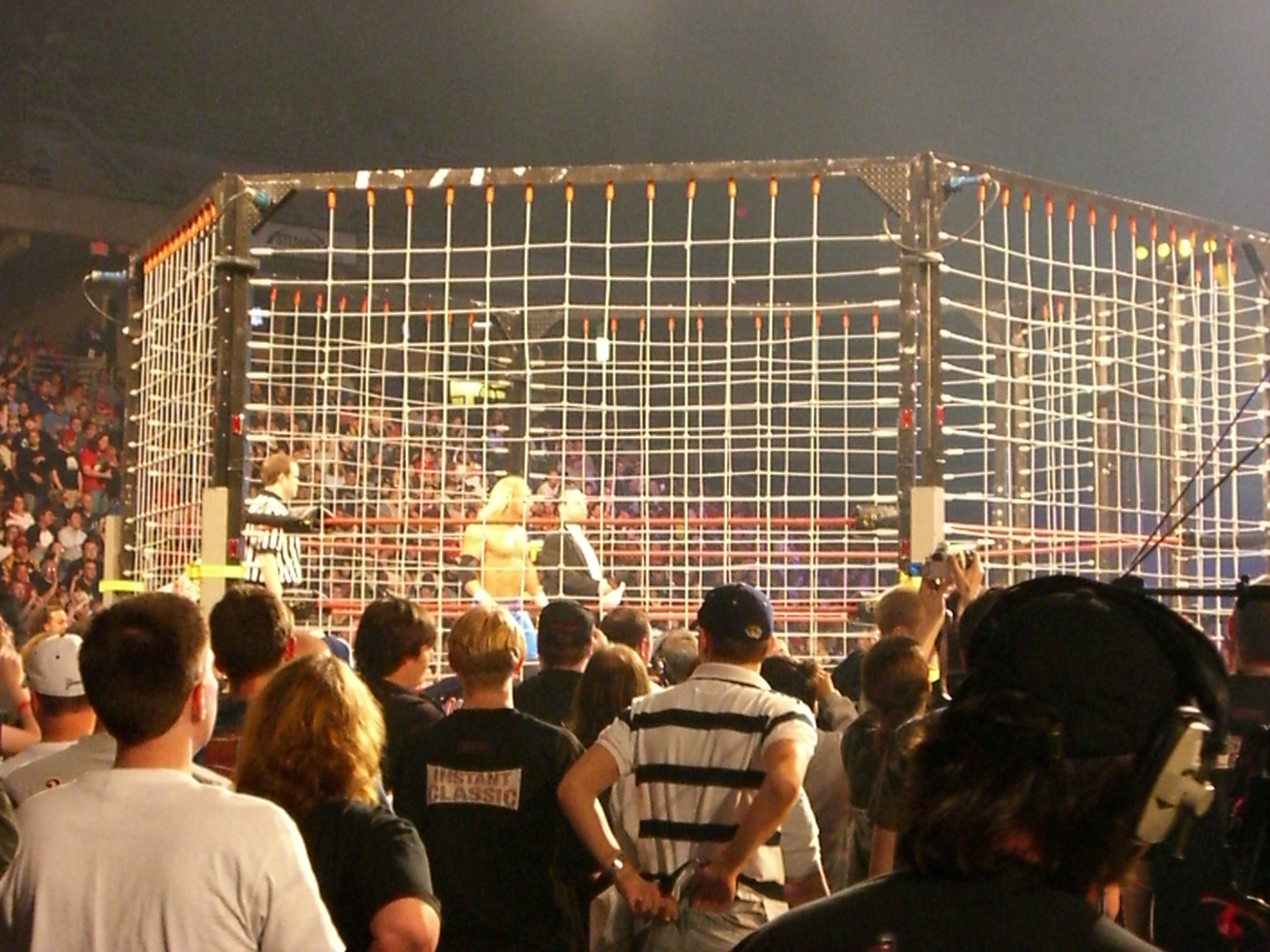
衝擊摔角比賽圖片

Total Nonstop Action Wrestling，前称衝擊摔角（英語：Impact Wrestling），简称TNAW，是位在美國佛羅里達州的摔角團體，以「IMPACT」作為最大的標語，主打的是高衝擊力的摔角風格。每個禮拜，TNA 都會在佛州的環球影城的場地，舉辦並錄製每周的摔角節目《Impact Wrestling》( 即先前的 TNA iMPACT! )，並在美國電視頻道 POP TV 上播出。TNA 這裡有著堅強的卡司，有各個實力堅強的摔角巨星如 Bobby Lashley（页面存档备份，存于）、Drew Galloway（页面存档备份，存于）、Ethan Carter III（页面存档备份，存于）、Moose（页面存档备份，存于） 等人，來為各位呈現最精彩的摔角對決。
2025年1月16日，WWE与TNA签订合作协议。

## 介紹
目前正在美國運行的職業摔角團體 TNA，全名 Total Nonstop Action Wrestling，是另一個主流組織，位於佛羅里達州的奧蘭多，每個禮拜都會在當地的環球影城中，錄製電視節目《Impact Wrestling》( 也就是先前的 TNA iMPACT! )，呈現精采的職業摔角賽事。TNA 最大的特色，在於他們主打的是「IMPACT」也就是充滿衝擊力的表演風格，尤其其中的 X 組更是他們主打的重點之一。 ( 強調高衝擊，不論是次重量級選手、重量級選手、雙打摔角，甚至女子選手，都是把摔角風格鎖定在 18 歲以上的成年摔角迷，因此摔角風格會比 WWE 更受到大家的青睞。
為了讓選手有更多的表演空間，TNA 更是在過去啟用了非常特別的「六角形擂台」，是美國第一個使用這種擂台的摔角團體。在這樣更寬廣的空間下，選手可以更盡情地從各個角度，做出最華麗的動作、最漂亮的招式、以及最高難度的摔角技。除了衝擊類的摔角表演以外，TNA 也經常設計出最精采、最刺激的摔角賽事。例如最有名的 Ultimate X 也就是終極X繩索賽，就是讓選手可以做出更極限、更危險的動作。此外，還有特別的比賽例如高峰之王 King of the Mountain 等特別賽事。
TNA 成立於 2002 年，由前 WWF/WCW 職業摔角選手 Jeff Jarrett 和父親 Jerry Jarrett 創辦，目前公司總裁為 Dixie Carter，公司的總部設於田納西州的 Nashville。原本是屬於 NWA ( 即 National Wrestling Alliance，一個由各個地方摔角團體聯合起來的組織 ) 旗下的一員，被標記為「NWA-TNA」，後來終於脫離，獨自成一家，直到今日，TNA 仍持續擴大成長中。

## 旗下巨星
TNA 旗下的摔角巨星非常多位，包括過去在 WCW 的超級傳奇人物 Sting、職摔界唯一一位奧運金牌得主 Kurt Angle、充滿極限動作的 A.J. Styles、反派的墮落天使 Christopher Daniels、自私世代領導者 Bobby Roode、重量級的體型與輕量級的身手 Samoa Joe，還有最具極限能力的王子 Jeff Hardy，以及拥有者华丽腿功及高飞的 Rob Van Dam。

## 旗下節目
- 每週四，在 POP TV 電視台上，播出的每週節目 《Impact Wrestling》，每集兩小時。
- 2012年2月3日每個星期五下午五點在推特上播映半小時的《Life or the ring?》。

於2012年10月19日結束節目。
- 2012年10月15日每天早上十點在推特上播映半小時的《Am I the champs?》。

於2012年10月23日結束節目。
- 2012年11月4日星期日下午五點將在推特上每週播映半小時的《Wrestling Empire》。

## PPV大賽
- 一月 TNA 創世紀（英语：TNA Genesis）
- 二月 TNA 驚奇再現（英语：TNA Against All Odds）
- 三月 TNA 勝利大道（英语：Victory Road）
- 四月 TNA 絕命鎖定（英语：TNA Lockdown）
- 五月 TNA 犧牲品（英语：TNA Sacrifice）
- 六月 TNA Slammiversary（英语：Slammiversary）
- 七月 TNA X之旅（英语：Destination X）
- 八月 TNA 硬蕊正義（英语：Hard Justice）
- 九月 TNA 絕不投降（英语：TNA No Surrender）
- 十月 TNA 榮耀之路（英语：TNA Bound for Glory）
- 十一月 TNA 轉捩點（英语：TNA Turning Point）
- 十二月 TNA 最終決心（英语：Final Resolution）

## TNA現任冠軍一覽
| 冠軍腰帶                                            | 冠軍王者                                                                                                   | 打敗何位                                                                                          |
| --------------------------------------------------- | --- | ------------------------------------------------------------------------------------------------- |
| TNA World Championship(TNA世界冠軍)                 | Moose （页面存档备份，存于）                                                                               | Josh Alexander                                                                                    |
| Impact Digital Media Championship(TNA數位媒體冠軍)  | Matt Cardona （页面存档备份，存于）                                                                        | Jordynne Grace                                                                                    |
| TNA X-Division Championship(TNA X組別冠軍)          | Trey Miguel （页面存档备份，存于）                                                                         | Steve Maclin and El Phantasmo                                                                     |
| TNA World Tag Team Championship(TNA世界雙打冠軍)    | wrestling) The Good Brothers (professional wrestling)（页面存档备份，存于）(Doc Gallows and Karl Anderson) | Violent By Design (Rhino and Joe Doering), Rich Swann and Willie Mack, and Fallah Bahh and No Way |
| TNA Knockout Championship(TNA女子冠軍)              | Mickie James （页面存档备份，存于）                                                                        | Deonna Purrazzo                                                                                   |
| TNA Knockout Tag Team Championship(TNA女子雙打冠軍) | The IInspiration （页面存档备份，存于）(Jessica McKay and Cassie Lee)                                      | Decay (Havok and Rosemary)                                                                        |